# Князев, Алексей Петрович (Герой Советского Союза)
Алексей Петрович Князев (1921—1990) — старший сержант Рабоче-крестьянской Красной Армии, участник Великой Отечественной войны, Герой Советского Союза (1945).

## Биография
Алексей Князев родился 7 марта 1921 года в деревне Дикопорожье (ныне — Липецкий район Липецкой области). После окончания начальной школы работал резчиком на торфоразработках в городе Волхове Ленинградской области. В июле 1941 года Князев был призван на службу в Рабоче-крестьянскую Красную Армию. С августа того же года — на фронтах Великой Отечественной войны. Принимал участие в боях на Карельском, Северо-Западном, 2-м и 3-м Прибалтийском, 1-м Белорусском фронтах. Два раза был ранен и контужен.
К апрелю 1945 года гвардии младший сержант Алексей Князев командовал отделением 31-го гвардейского отдельного батальона связи 23-й гвардейской стрелковой дивизии 3-й ударной армии 1-го Белорусского фронта. Отличился во время штурма Берлина. 22 апреля 1945 года Князев с двумя товарищами под вражеским огнём прокладывал линию связи. Столкнувшись с засевшими в одном из домов немецкими солдатами, они приняли бой. В том бою связисты уничтожили 58 солдат и офицеров противника.
Указом Президиума Верховного Совета СССР от 31 мая 1945 года за «мужество и героизм, проявленные в боях» гвардии младший сержант Алексей Князев был удостоен высокого звания Героя Советского Союза с вручением ордена Ленина и медали «Золотая Звезда».
После окончания войны в звании старшего сержанта Князев был демобилизован. Окончил десять классов школы рабочей молодёжи и четыре курсы Кишинёвского института советской торговли, после чего работал сначала председателем колхоза, затем директором универмага. Проживал в Москве. Скончался 4 октября 1990 года, похоронен на Троекуровском кладбище Москвы.
Был также награждён двумя орденами Отечественной войны 1-й степени, орденами Отечественной войны 2-й степени, Красной Звезды, Славы 3-й степени, рядом медалей.